# Championnat de Lituanie de hockey sur glace
La Nacionaline ledo ritulio lyga est le championnat de Lituanie de hockey sur glace. Créé en 1991, il est dominé par le SC Energija qui détient 19 des 25 titres nationaux attribués.

## Clubs actuels
Pour la saison 2016-2017, six équipes participent au championnat lituanien
- SC Energija
- Hockey Punks Vilnius
- Rokiškio Rokiškis
- Tigrai Kaunas
- Juodupės Juodupė
- Geležinis vilkas Vilnius

## Palmarès
- 1992 : SC Energija
- 1993 : SC Energija
- 1994 : SC Energija
- 1995 : SC Energija
- 1996 : SC Energija
- 1997 : SC Energija
- 1998 : SC Energija
- 1999 : SC Energija
- 2000 : Viltis Elektrenai
- 2001 : SC Energija
- 2002 : Garsu Pasaulis Vilnius
- 2003 : SC Energija
- 2004 : SC Energija
- 2005 : SC Energija
- 2006 : SC Energija
- 2007 : SC Energija
- 2008 : SC Energija
- 2009 : SC Energija
- 2010 : Sporto Centras Elektrenai
- 2011 : Sporto Centras Elektrenai
- 2012 : SC Energija
- 2013 : SC Energija
- 2014 : Delovaja Rus Kaliningrad (Russie)
- 2015 : Delovaja Rus Kaliningrad (Russie)
- 2016 : SC Energija
- 2017 : SC Energija
- 2018 : SC Energija